# Перкино (озеро)
Перкино — озеро в Рязанской области России. Расположено на востоке Рязанского района. Площадь озера — 0,66 км². Высота над уровнем моря — 119 м.

## География
Озеро расположено в лесной, заболоченной местности. Ближайшим населённым пунктом к озеру является посёлок Северный, находящийся примерно в 2 км к юго-западу. К северу от озера находится полигон компании «Ростех».
Озеро сильно заросло камышом и другими водными растениями.

## История
В XIX — начале XX века озеро носило названия Неварино и Перевитино.